# Hans-Jürgen Starrost

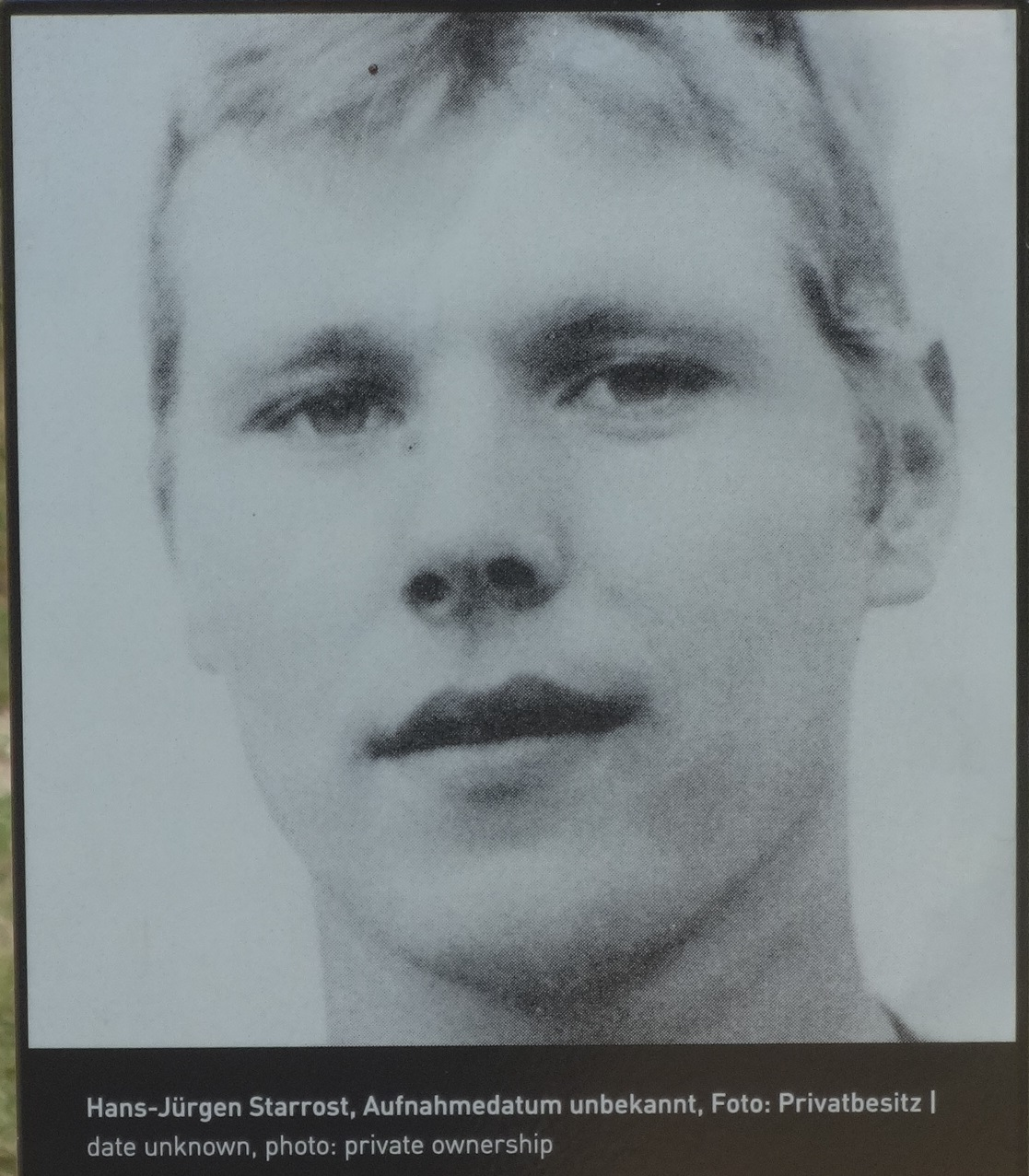
Hans-Jürgen Starrost

Hans-Jürgen Starrost (* 24. Juni 1955 in Berlin; † 16. Mai 1981 in Potsdam) war ein Todesopfer an der Berliner Mauer. Beim Versuch, aus der DDR zu fliehen, wurde er von einem Volkspolizisten in der Nähe der Grenze angeschossen.

## Leben
Nach einer Lehre beim VEB Tiefbaukombinat Berlin zum Baufacharbeiter trat Starrost zum Dienst in der Nationalen Volksarmee an, den er im Alter von 22 Jahren beendete. Sein anschließendes Berufsleben verlief unruhig. Neben verschiedenen Arbeitsplatzwechseln wurde er Arbeitskollektiven zugewiesen, in denen er umerzogen werden sollte. Dem folgte 1979 eine elfmonatige Haftstrafe wegen „Beeinträchtigung der öffentlichen Ordnung und Sicherheit“, die er bis Oktober 1980 in der Strafvollzugsanstalt Rüdersdorf und dem angeschlossenen Zementwerk verbüßte. Nach der Entlassung wurde er dazu verpflichtet, sich in regelmäßigen Abständen beim Abschnittsbevollmächtigten der Volkspolizei zu melden.
Bei einem seiner Anrufe am 7. April 1981 erfuhr er von der Frau des Abschnittsbevollmächtigten, dass nach ihm gesucht wurde und ihm ein erneuter Strafvollzug drohte. Starrost beschloss, der Inhaftierung zu entgehen, indem er untertauchte. Dafür begab er sich am 13. April 1981 in die nahe Berlin gelegene Gemeinde Teltow, um dort einen früheren Armeekameraden aufzusuchen, den er jedoch nicht antraf. In einem Lokal beschloss er in der folgenden Nacht, die Flucht aus der DDR zu versuchen.
In der Nacht begab er sich an die Grenze und versuchte mit einer unterwegs entwendeten Metallleiter, den Hinterlandzaun zu überwinden. Dabei wurden mehrere Grenzsoldaten auf ihn aufmerksam. Starrost versteckte sich auf einem nahen Grundstück, wurde dort aber entdeckt. Bei seinem Versuch wegzurennen, gelang es einem der Soldaten, ihn zu packen und zu fixieren. Ein anwesender Volkspolizist schoss auf Starrost, traf ihn im Bauchraum und verletzte ihn schwer. Bei der Vernehmung durch das Ministerium für Staatssicherheit (MfS) gab der Volkspolizist an, dass Starrost sich aus der Umklammerung durch den Soldaten löste und ihn angriff. Dabei habe sich unabsichtlich der Schuss gelöst.
Die Grenzer brachten den verletzten Hans-Jürgen Starrost nicht in ein Krankenhaus, sondern zur Vernehmung in die Bezirksverwaltung des MfS in Potsdam. Das Verhör musste mehrfach wegen medizinischer Maßnahmen unterbrochen werden. Nach dem Verhör brachte man Starrost in das Armeelazarett der Stadt, das nicht über eine Intensivstation verfügte. Dort verschlechterte sich sein Zustand deutlich. Als Starrost schließlich auf die Intensivstation des Bezirkskrankenhauses verlegt wurde, erlag er dort am 16. Mai 1981 seinen Verletzungen.